# 劉易斯鎮區 (明尼蘇達州密爾湖縣)
劉易斯鎮區（英語：Lewis Township）是位於美國明尼蘇達州密爾湖縣的一個行政鎮區。

## 地方資料
劉易斯鎮區的面積為93.20平方千米，當中陸地面積為92.40平方千米，而水域面積為0.80平方千米。根據2020年美國人口普查的數據，當地共有人口47人，而人口密度為每平方千米0.5人。